# Florian Ostaszewski
Florian Antoni Ostaszewski (ur. ok. 1710, zm. 1770) – szlachcic, wojski ciechanowski, właściciel dóbr Gołotczyzna i innych w ziemi ciechanowskiej, ojciec biskupa Tomasza Ostaszewskiego i posła na Sejm Czteroletni Nereusza Ostaszewskiego.

## Życiorys

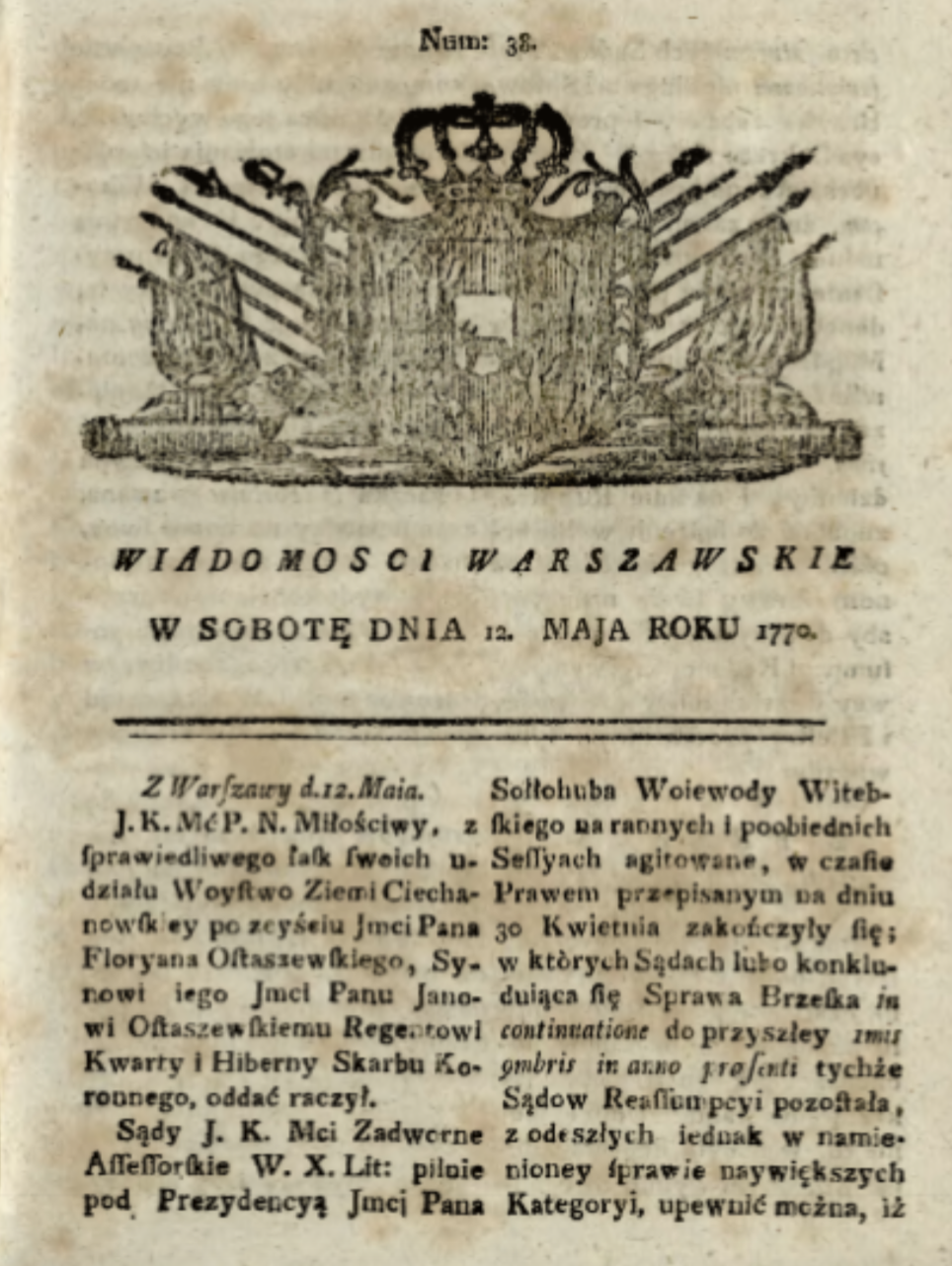
Wiadomości Warszawskie z 12 V 1770

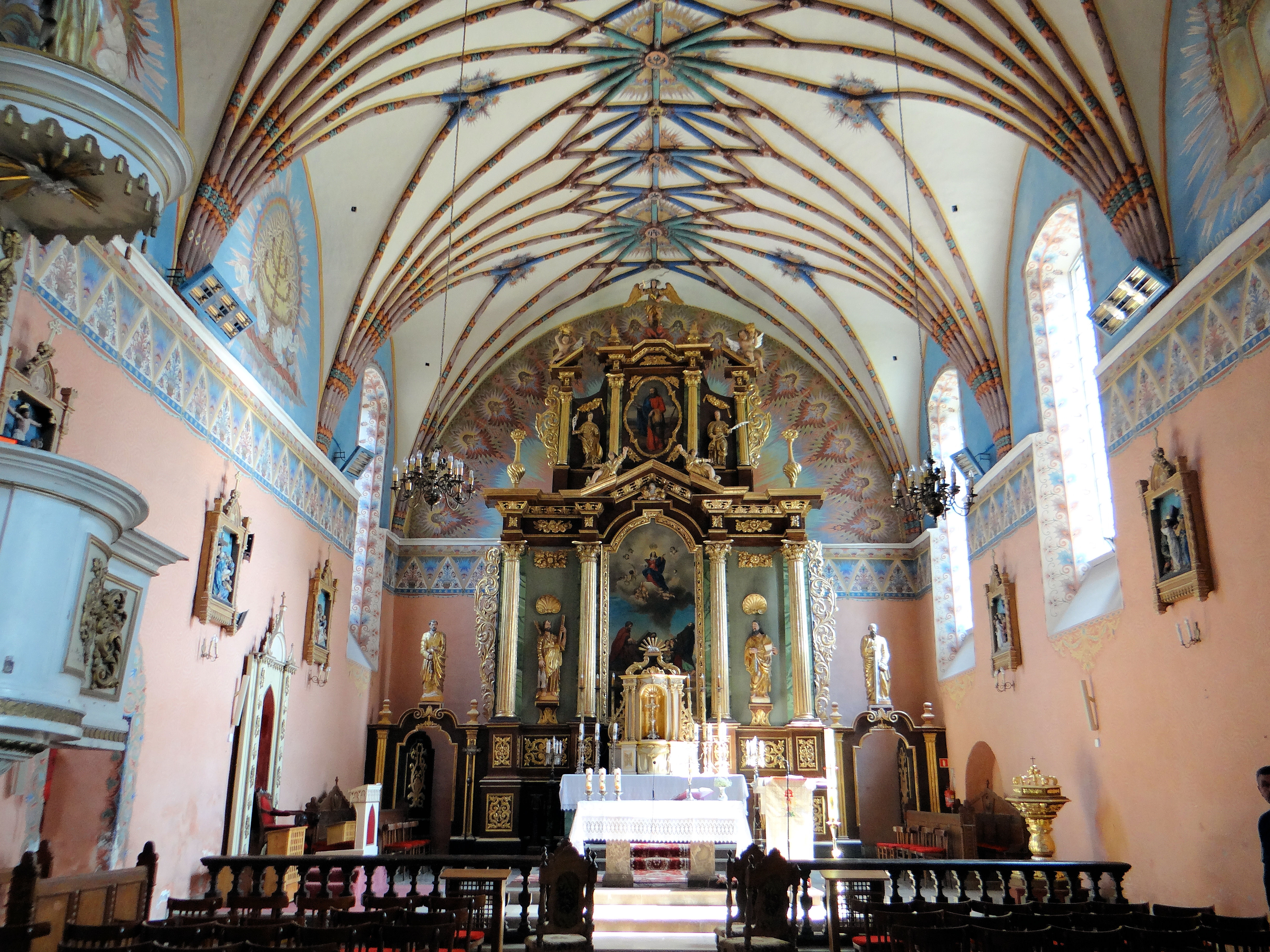
Kościół w Andrzejewie

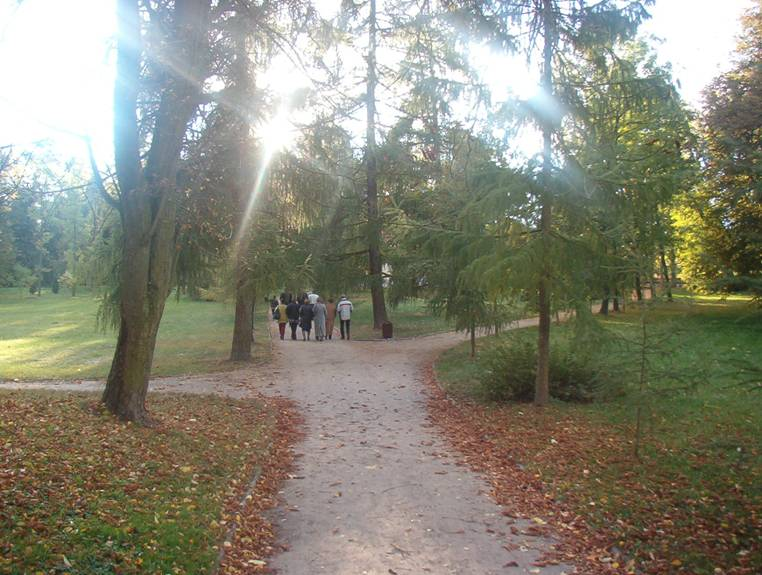
Park w Gołotczyźnie

Pochodził ze szlacheckiej rodziny Ostaszewskich z herbu Ostoja. Urodził się około 1710 roku jako syn Wojciecha i Elżbiety z Klonowskich. Początkowo dzierżawił klucz andrzejewski, należący do biskupów płockich. W 1757 roku nabył od Wawrzyńca Celińskiego, skarbnika czernichowskiego, dobra ziemskie Gołotczyzna, Strusin, Strusinek, Pogąsty i inne w ziemi ciechanowskiej. W latach 1753–1765 był skarbnikiem bracławskim, a od 20 marca 1765 wojskim ciechanowskim. 
Z małżeństwa z Marianną Bartołd, poślubioną w 1738 roku, miał 12 dzieci: 
1. Agnieszka Franciszka (ur. ok. 1740), żona Jakuba Miszewskiego, łowczego przasnyskiego
2. Brygida (ok. 1745 – 1780), zamężna z Teofilem Żółtowskim, podstolim zawskrzyńskim
3. Tomasz Ostaszewski (1746–1817), biskup płocki
4. Antoni (1751–1795), kapitan w Korpusie Pontonierów Koronnych
5. Tadeusz Rajmund (1751- ), Podwojewodzi ciechanowski
6. Elżbieta Katarzyna (1753–1793), żona Tomasza Łebkowskiego, wojszczyca rzeczyckiego
7. Nereusz Ostaszewski (1755-ok.1803), poseł na Sejm Czteroletni
8. Jan Ostaszewski (1755- przed 1824), chorąży przasnyski, szef administracji Skarbu Koronnego
9. Teodor Jakub (1757 – po 1781), burgrabia zakroczymski
10. Bazyli Wit Modest (1759–1792), burgrabia warszawski
11. Ignacy Błażej Augustyn (1762–1815), kanonik regularny
12. Magdalena Anna (1763- )

Zmarł w 1770 r. Po jego śmierci urząd wojskiego ciechanowskiego przeszedł na jego syna Jana Ostaszewskiego, o czym informowały Wiadomości Warszawskie z 12 maja 1770 r.. Pozostała po nim żona Marianna zmarła 12 sierpnia 1804 roku. 
Katalog zabytków sztuki w Polsce odnotowuje, że staraniem Floriana Ostaszewskiego i Marianny z Bartołdów odnowiona została i uzupełniona barokowa monstrancja w kościele parafialnym w Andrzejewie.